# Phocoena
Phocoena é um gênero de toninhas, botos ou marsuínos distribuído mundialmente pelos oceanos.
- Phocoena dioptrica (Lahille, 1912) — Golfinho-de-óculos ou Boto-de-lunetas
- Phocoena phocoena (Linnaeus, 1758) − Toninha-comum
- Phocoena sinus McFarland e Norris, 1958 — Vaquita ou Boto-do-pacífico
- Phocoena spinipinnis Burmeister, 1865 − Boto-de-burmeister